# Eleasar ben Zadok I.
R. Eleasar ben Zadok I. (R. Eleazar ben Tsadoq = Sohn des Tsadoq) war ein jüdischer Gelehrter des Altertums, wirkte um das Jahr 50 und gehörte zur so genannten 2. Generation der Tannaiten.
Er war Schüler des R. Jochanan b. Hachoranit und handelte in Jerusalem gemeinsam mit Abba Saul ben Batnit mit Wein und Öl.
Er hatte einen gleichnamigen Enkel (Eleasar ben Zadok II.).